# 蔡烱燉
蔡烱燉（1953年—），曾任司法院副院長、司法院大法官、中華民國法官協會第4-5、8屆理事長與第1-2、7屆常務理事、第3、6屆監事。2016年8月26日獲時任總統蔡英文提名為大法官並為副院長，同年11月1日就任，2024年10月31日卸任。